# Achterdichting (Oostzaan)
Achterdichting is een dijk en buurtschap in de gemeente Oostzaan, in de Nederlandse provincie Noord-Holland. Achterdichting is de noordelijkste buurtschap van Oostzaan. Achterdichting heeft geen directe verbinding met het centrum van Oostzaan. Men kan via een fietspad langs het Wormerpad te Purmerland of per voertuig door Wijdewormer en Purmerend wel in Oostzaan komen.
Het octrooi voor de dijk Achterdichting werd in 1625 verleend. De dijk loopt langs de Wormer, de Wijdewormer. De drooglegging van de Wijdewormer werd een jaar later voltooid. De dijk werd aangelegd als extra bescherming. Door de aanleg van dijk en de verbinding met de andere dijken raakte de gehele Oostzaner Polder omdijkt. In 1786 brak de dijk door het hoge water bij een storm en zo liep de gehele polder onderwater. De dijk werd uiteindelijk hersteld. Het is na deze tijd dat de buurtschap is ontstaan. Echt heel veel bewoning heeft de dijk niet gekend. Sinds de 20e eeuw duidt men met de buurtschap vooral de verspreide bewoning aan de Achterdichting Wijk C.
Dorp: Oostzaan     
Buurtschappen: Achterdichting · De Haal · De Heul · Kerkbuurt · Noordeinde · Zuideinde

Noord-Holland: Steden en dorpen in Noord-Holland      Nederland: Provincies · Gemeenten